# آلمان در المپیک تابستانی ۲۰۰۴
آلمان در بازی‌های المپیک تابستانی ۲۰۰۴ که در شهر آتن یونان برگزار شد، کاروان آلمان با ۴۴۱ ورزشکار در این رقابت‌ها شرکت کرد و موفق به کسب ۴۹ مدال (۱۳ طلا، ۱۶ نقره، ۲۰ برنز) شد. در جدول رتبه‌بندی توزیع مدال‌ها، آلمان در ردهٔ ۶ مسابقات قرار گرفت.